# Retorn de carro

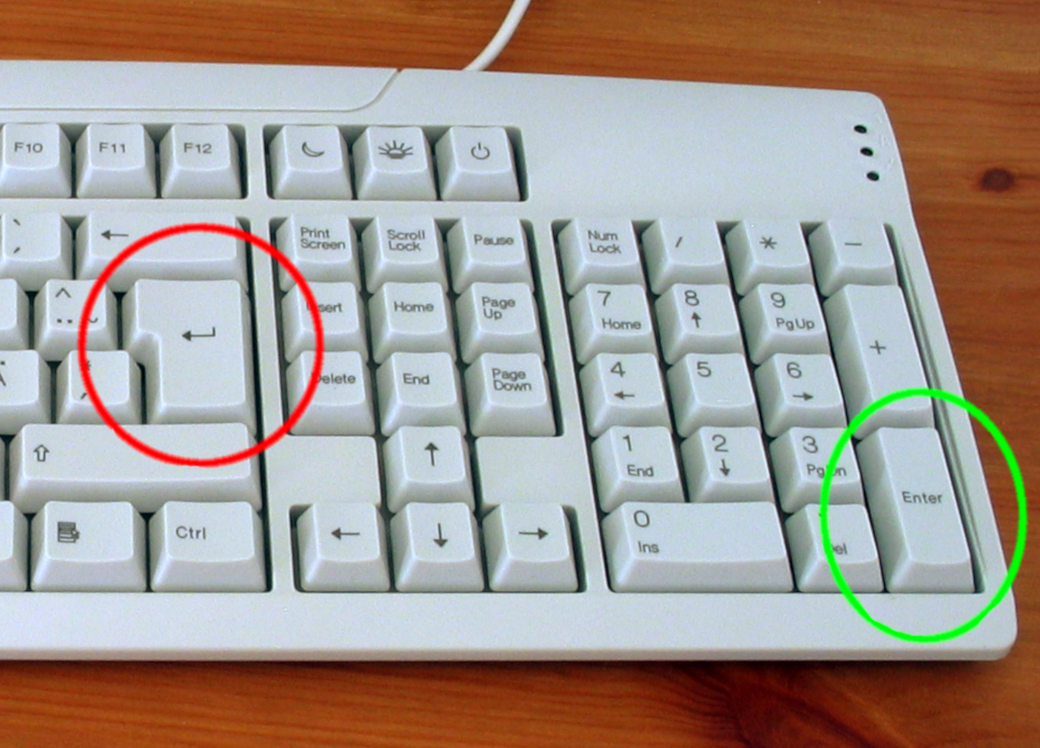
Les tecles Return i Intro, marcades en vermell i verd respectivament, produeixen un retorn de carro en el text.

En informàtica, el retorn de carro (CR, en anglès carriage return) és un dels caràcters de control de la codificació ASCII, Unicode, o EBCDIC, que fa que es mogui el cursor a la primera posició d'una línia. De vegades s'usa juntament amb el salt de línia (LF), que ho baixa a la següent línia, és per tant una forma de fer un salt de línia.

## Història
El terme ve de les màquines d'escriure, que tenen un cilindre anomenat carro que és on es recolza el paper. Quan s'ha escrit una línia completa, s'acciona una palanca o mecanisme (anomenada retorn de carro) que ho mou cap a l'esquerra. Les màquines d'escriure elèctriques van substituir aquesta palanca per una tecla, a la qual van cridar retorn de carro o solament 'tornada' (return en anglès). Per a descriure millor el significat d'aquesta tecla, la hi va etiquetar amb el símbol ⏎ o ↵, que il·lustra l'acció que fa sense necessitar paraules.
Les primeres impressores eren molt semblants a les  màquines d'escriure, i cada vegada que els arribava el caràcter de retorn de carro, activaven el procés físic de retorn del carro.
Molts ordinadors usen ara el caràcter de retorn de carro, de vegades juntament amb el de salt de línia, per a representar la fi d'una línia de text, però s'han usat diversos altres mètodes (vegeu nova línia).

## Representació
En ASCII i Unicode, el retorn de carro es representa mitjançant el  codi decimal 13 (a hexadecimal 0D).
Al  llenguatge de programació C i en altres derivats de C, s'usa \r per representar aquest caràcter. No s'ha de confondre amb "salt de línia" que es representa amb \n.
Alguns estàndards (com HTML) tracten el retorn de carro i altres salts de línia com un espai en blanc.

## Tecles
El  teclat pot enviar un retorn de carro l'ordinador mitjançant diverses tecles:
- "Retorn" o "Return", normalment etiquetada com  ↵
- "Intro" o "Enter", situada al teclat numèric
- Control-M

Tot i que "Intro" i "Retorn" fan el mateix, són distingibles pel sistema.